# Uova Foo Yung
Le uova Foo Yung (芙蓉蛋S, fúróngdànP lett. "uova di ibisco") sono un piatto tradizionale cinese originario del Guangdong. Si preparano cuocendo un amalgama di fagioli, germogli di fagioli e bambù, cavoli, funghi e castagna d'acqua cinese. Esistono delle varianti dell'alimento con carne e pesce.
Negli USA le uova alla Foo Yung vengono usate per preparare il Denver sandwich e il St. Paul sandwich.